# Народный альянс (Фиджи)
Народный альянс — политическая партия Фиджи. В 2021 году была основана действующим премьер-министром Фиджи Ситивени Рабукой.

## Основание
Партия была основана 11 членами, включая Ситивени Рабуку. Зарегистрирована 12 августа 2021 года, начала деятельность 11 октября 2021 года. 9 апреля 2022 года Маноа Камикамику был назначен заместителем лидера партии. Линда Табуя и Дэниел Лобендан также были назначены заместителями лидера партии 7 мая 2022 года в соответствии с уставом.

## Выборы 2022 года
В 2022 году во время всеобщих выборов партия выдвинула 55 кандидатов. 8 апреля 2022 года партия подписала меморандум о взаимопонимании с «Национальной федеративной партией» (НФП), в котором говорилось о намерении сотрудничать после выборов. Партия получила 21 место и сформировала коалиционное правительство с НФП и «Социал-демократической либеральной партией» (SODELPA).

## Результаты выборов

### Парламентские выборы 2022 года
| Выборы | Лидер партии    | Количество голосов | %       | Места    | +/-   | Позиция | Правительство          |
| ------ | --------------- | ------------------ | ------- | -------- | ----- | ------- | ---------------------- |
| 2022   | Ситивени Рабука | 168 581            | 35,82 % | 21 из 55 | Новая | ▲ 2-я   | Коалиция (НФП-SODELPA) |